# Rotiferophthora asymmetrica
Rotiferophthora asymmetrica är en svampart som först beskrevs av G.L. Barron, och fick sitt nu gällande namn av G.L. Barron 1991. Rotiferophthora asymmetrica ingår i släktet Rotiferophthora och familjen Cordycipitaceae.   Inga underarter finns listade i Catalogue of Life.